# Tretja grupa odredov
Tretja grupa odredov (tudi III. grupa odredov) je bila slovenska partizanska enota med drugo svetovno vojno.
Tretja grupa odredov je bila ustanovljena na ukaz Glavnega poveljstva NOV in PO Slovenije dne 4. aprila 1942. Za operativno območje sta bila določena Ljubljanska pokrajina in nemško zasedbeno ozemlje južno od Save. Za delovanje v coni so bili predvideni Belokranjski, Dolenjski in Notranjski odred. Cona je začasno zajemala tudi Slovensko primorje s tu predvidenim novoustanovljenim odredom. Grupa je širila dejavnost in del ozemlja tudi osvobodila, italijanski okupator pa je svoje posadke iz manjših naselij umikal v večje in bolj utrjene postojanke. Kasneje so iz Notranjskega odreda nastali trije novi odredi -
Dolomitski, Krimski in Kočevski odred. Po ustanovitvi in izločitvi nove Pete grupe odredov je III. grupa odredov obdržala te tri odrede in v svoj sestav dobila še Loški odred, njeno operativno območje pa se je zmanjšalo, osvobojeno ozemlje pa segalo od Kolpe do roba Ljubljanskega barja. Odgovorna pa je bila tudi za Slovensko primorje in Polhograjsko hribovje do Poljanske doline. Med veliko italijansko ofenzivo poleti 1942 so bile nekatere njene enote precej prizadete. III. grupa odredov je delovala do sredine septembra 1942, ko je bila ukinjena. Tretji grupi odredov so poveljevali komandanta Mirko Bračič in Bojan Polak ter politični komisarji Aleš Bebler, Ante Novak ter Polde Maček.

## Enote v sestavi grupe
- Dolomitski odred
- Krimski odred
- Kočevski odred
- Loški odred

## Komandanta grupe
- Mirko Bračič, od ustanovitve do julija 1942
- Bojan Polak, od julija do ukinitve septembra 1942

## Politični komisarji grupe
- Aleš Bebler
- Ante Novak
- Polde Maček